# Restinga Seca (Santo Ângelo)
Restinga Seca é um dos quatorze distritos rurais do município brasileiro de Santo Ângelo, no Rio Grande do Sul. Situa-se a noroeste da cidade.
Limita-se com os distritos de Atafona, Buriti, União, Lajeado Micuim, Cristo Rei, Rincão dos Roratos e com a área urbana. O distrito possui 416 habitantes, de acordo com o censo de 2010.